# Тройная гелиевая реакция

Схема тройного альфа-процесса

Зависимость энерговыделения от температуры при разных ядерных процессах в звёздах

Тройна́я ге́лиевая реа́кция (тройно́й а́льфа-проце́сс) — цепочка термоядерных реакций в недрах звёзд, в ходе которой три ядра гелия-4 образуют ядро углерода-12. Фаза устойчивого горения гелия длится примерно 10 % от времени, которое звезда проводит на главной последовательности. Это единственный эффективный путь образования тяжёлых ядер в ходе звёздного нуклеосинтеза, так как не существует стабильных или хотя бы долгоживущих нуклидов с массовыми числами 5 и 8, что делает невозможной цепочку нуклеосинтеза через двойную гелиевую реакцию или через слияние водорода с гелием-4.

## Описание
Реакция происходит при температуре свыше ~1,5⋅108 К и плотности порядка 6⋅107 кг/м3 и идёт в два этапа:
- Эндотермическая реакция образования нестабильного изотопа бериллия-8 (двойная гелиевая реакция):

{\displaystyle \mathrm {_{2}^{4}He} +\mathrm {_{2}^{4}He} \rightarrow \mathrm {_{4}^{8}Be} -0{,}092} МэВ
Ядра 8Be с периодом полураспада 6,7·10−17 с распадаются в ходе реакции:
{\displaystyle \mathrm {_{4}^{8}Be} \rightarrow \mathrm {_{2}^{4}He} +\mathrm {_{2}^{4}He} +0{,}092} МэВ;
- Экзотермическая реакция образования возбуждённого ядра углерода-12:

{\displaystyle \mathrm {_{4}^{8}Be} +\mathrm {_{2}^{4}He} \rightarrow \mathrm {_{6}^{12}C} +7{,}367} МэВ.
Так как ядро бериллия-8 имеет очень малое время жизни, эта реакция протекает с заметной скоростью только при высокой концентрации ядер 4He: при высокой плотности газа в термоядерных источниках в недрах звёзд фактически три ядра гелия должны столкнуться одновременно. При такой плотности вероятность того, что во время жизни ядра 8Be оно столкнётся с ядром 4He, повышается.
Другим фактором, способствующим протеканию этой реакции, является близость энергии второго возбуждённого состояния ядра углерода-12 (7,65 МэВ) к энергетическому выходу реакции (7,37 МэВ), таким образом, реакция имеет резонансный характер, предсказанный теоретически Фредом Хойлом.
Возбуждённое состояние углерода-12 также нестабильно и ядро 12C в большинстве случаев распадается обратно на три альфа-частицы, но с вероятностью 0,0413(11) % излучает гамма-квант и переходит в основное стабильное состояние 12C.